# Hardbass
Hardbass (også kendt som hard bass, Russisk hard bass, Russisk hardbass, хардбасс og хард басс) er en undergenre af scouse house, som stammer fra Rusland i de tidlige 2000'er. Musikken er karakteriseret af hoppende, hårde basbeats (også kendt som donkbas), hurtigt tempo, som regel 150-175 BPM og lejlighedsvise sangtekster eller rap. DJ Snat, Sonic Mine og XS Project er kendt for at være pionererne. Den mest bemærkelsesværdige succes fra genren er "Tri Poloski", som opnåede et bredere publikum med millioner af afspilninger.
Genren er blevet en central stereotyp af gopnik-subkulturen, hvilket refererer til unge mænd af lavere klasse fra forstadsområder, som kommer fra familier med manglende uddannelse og begrænsede indkomster. Genren er almindeligvis forbundet med brugen af Adidas-træningsdragter som en del af æstetikken. På grund af genrens voksende popularitet, begyndte hardbass-miljøer at vokse frem i flere europæiske lande i 2010'erne.